# Юргюп
Юргюп (на турски: Ürgüp, кападокийски гръцки: Προκόπι / Prokópi) е град и общински център във вилает Невшехир в регион Централен Анадол, Турция. Намира се в историческата област Кападокия. Общината е разположена на територия от 563 квадратни километра, а градът е разположен на средна надморска височина 1,043 метра.
Според преброяването от 2010 година населението на общината е 34,372, от които 18,631 живеят в град Юргюп. Според преброяване, направено в Османската империя през 1881/82 - 1893 година, в кааза Юргюп живеят общо 23,030 души, от които 19,880 мюсюлмани, 3,134 гърци и 16 арменци.
Областта Кападокия е един от най-големите производители на вино в Турция и центърът на винопроизводството е Юргюп.
Най-близките населени места са градчетата Ортахисар, Учхисар, Аванос, Гьореме, Чаушин. Най-близките забележителности до Юргюп са:
- Национален парк Гьореме - обект от Списъка на световното наследство на ЮНЕСКО от 1985 година - с неговите скални църкви и скални образувания, наречени приказни комини
- Каякапъ
- Подземният град Каймаклъ
- Подземният град Деринкую

Известни личности, родени в Юргюп са:
- Свети Йоан Руски (1690–1730), светец на Руската православна църква
- Мустафа Гюзелгьоз (1921–2005), известен като „Библиотекарят с магарето“Изглед от Юргюп с типичните за региона на Кападокия древни домове, издълбани в скалите